# Ambroise Uma Arakayo Amabe
Ambroise Uma Arakayo Amabe (* 1930 in Giro, Watsa, Demokratische Republik Kongo; † 1. April 1989 in Isiro, Haut-Uele) war Bischof von Isiro-Niangara.

## Leben
Ambroise Uma Arakayo Amabe empfing am 25. Juni 1961 das Sakrament der Priesterweihe.
Am 6. Mai 1972 ernannte ihn Papst Paul VI. zum Titularbischof von Horrea Coelia und bestellte ihn zum Koadjutorbischof von Isiro-Niangara. Der Apostolische Nuntius in der Demokratischen Republik Kongo, Erzbischof Bruno Torpigliani, spendete ihm am 23. September desselben Jahres die Bischofsweihe; Mitkonsekratoren waren der Erzbischof von Kisangani, Augustin Fataki Alueke, und der Bischof von Isiro-Niangara, François-Odon De Wilde OP.
Am 19. Februar 1976 wurde Ambroise Uma Arakayo Amabe in Nachfolge des verstorbenen François-Odon De Wilde OP Bischof von Isiro-Niangara.